# Lista de episódios de Me and My Monsters
Esta página contém um Anexo com todos os episódios de Meus Amigos Monstros, série live-action do Gloob e TV Cultura no Brasil, há duas dublagens uma em São Paulo, e outra no Rio de Janeiro. A série possui duas temporadas no momento com 13 episódios cada, provavelmente poderá ganhar mais temporadas. Em alguns sites o programa é citado por três temporadas de 9 episódios cada (com exceção de 8 episódios na terceira). 
| Temporada | Episódios |
| --------- | --------- |
| 1         | 13        |
| 2         | 13        |

## 1ª Temporada
| 01 | 01 | Sem Animais de Estimação            |
| Eddie está evitando ao máximo esconder os monstros no porão, mas, Fiend, Haggis e Normam fazem o oposto e são descobertos. Agora o menino terá que dar uma boa explicação e convencer a família a aceitar as fantásticas criaturas estranhas. |    |                                     |
| 02 | 02 | Monstros Bagunceiros                |
| No primeiro dia de convivência com os monstros, não é necessário ser burro pra saber que eles andam bagunçando muito. Kate decide contar uma empregada chamada Maria para limpar tudo, logo os monstros a expulsam e a Srta. Calson decide faze-los limpar sua própria bagunça. Só que a missão é mais difícil do que parece.                                                                                         |    |                                     |
| 03 | 03 | Monstros na Caixa                   |
| Haggis anda mais estranho que o normal, está deprimido e morando dentro de uma caixa, Nick, terá que resolver isso, pois o psicólogo que o analisou pelo telefone conclui que ele está precisando de uma parte paterna. Já Eddie, não se concentra no dever de casa, e co o tempo adquire um certo ciúme, pois seu pai está se divertindo mais com os monstros.                                                       |    |                                     |
| 04 | 04 | Os Fabulosos Monstretes             |
| Ângela precisa cantar no coral da escola, e os monstros "voltam" a agir como o trio Os fabulosos Monstretes, em meio a essas confusões, Eddie descobre cartas secretas de Amor para Nick feitas pela "S", por trás disso, há um grande mal-entendido, pois acham que Nick irá abandoná-los para sempre. |    |                                     |
| 05 | 05 | Haggis Grávido?                     |
| Ângela terá que cuidar do filho de uma amiga de Kate, enquanto as duas saem pra se divertir, e ela aproveita a situação para enganar os monstros e tomarem seu posto fazendo-os pensar que o bebê é filho de Haggis. Já Nick, acha que sua esposa está grávida. |    |                                     |
| 06 | 06 | Monstros Inteligentes               |
| Eddie está com más notas, já sua irmã está com ótimas notas. Nick e Kate disputam pra saber de quem Ângela puxou a inteligência treinando os monstros a fazer algo inteligente, Nick tenta ensinar Haggis a contar até 10 e Kate ensina Fiend sobre as formas geométricas, e os deixam loucos. Já Normam tenta aprender sobre matemática absurdamente, ele vira um gênio, espantando Ângela.                          |    |                                     |
| 07 | 07 | Aniversário de Casamento Monstruoso |
| Nick se concentra tanto no trabalho que esquece do Aniversário de Casamento, decepcionando Kate, que diz que ele já não é mais o mesmo, levando aos monstros pensarem que ele é um robô-clone. E soltá-lo parece quase impossível. |    |                                     |
| 08 | 08 | Festa do Pijama                     |
| Para tentar ganhar novas amigas, Ângela dá uma festa do pijama, mas ela é cancelada e a garota comemora com os monstros, mas depois as meninas mudam de ideia, e para não decepcionar a ninguém Ângela da duas festas, uma com os monstros, e outra com as meninas, mas se manter normal será difícil, pois as garotas estão com outras intenções, já os monstros não param quietos.                                  |    |                                     |
| 09 | 09 | Monstros Adultos                    |
| Eddie fura a encanação do porão pra que os monstros ficam em na casa de cima, enquanto Nick conserta e os treinam para serem adultos e provarem que são responsáveis. Eles acabam tendo uma espécie de lavagem cerebral e são obcecados por isso. Ângela quer ver um filme de terror, mas depois que finalmente o assiste se arrepende. Nick e Kate acabam agindo como crianças por castigo de Eddie e mal pra todos. |    |                                     |
| 10 | 10 | Haggis Contra-Ataca                 |
| Eddie está cansado de ver Haggis ser mal-tratado por Ângela, e ficar por isso mesmo. Então ele se torna mais como Fiend, e o mesmo se torno como Haggis. Em má sequência de confusões, Nick precisa de ideias pro seu novo empresário, e a confusão monstruosa entra nisso. |    |                                     |
| 11 | 11 | Querido Diário                      |
| Eddie e os Monstros estão lendo o diário de Ângela, para saber seus segredos, e Haggis vira informante de Kate, para saber seus planos e o mostro em recompensa, ganha Brownes. Ângela descobre dos espiões e dá o troco fingindo que revelará os monstros no jornal da escola, e seu parceiro revela o quão louca é a família Carlson.                                                                               |    |                                     |
| 12 | 12 | A Grande Mentirinha                 |
| Os monstros aprendem a dizer mentiras, e em consequência exageram, e começam a contar mentiras colossais, dando muitas confusões, só porque Eddie perdeu o MP3 de Ângela, que na verdade estava com Normam o tempo todo. |    |                                     |
| 13 | 13 | Novos Amigos                        |
| Eddie passou dos limites, decidiu se tornam um monstro, e joga todas as suas roupas fora. Seus pais o proíbem de brincar com os monstros e trazem Kevin, o vizinho para brincar com ele, e esquecer dos monstros. No começo, dá certo mas o menino torna-se obcecado por Video-game, já os monstros acabam com a paciência de Nick, que os abandona em uma floresta.                                                  |    |                                     |

## 2ª Temporada
| 01 | 14 | Monstros Doentes                     |
| Nick está doente, e Eddie tem prova, consequentemente ele finge ter pegado a gripe do pai para não fazer a avaliação. Ângela faz os monstros acreditarem que há um vírus a solta, os procurando. |    |                                      |
| 02 | 15 | Objetos Brilhantes                   |
| Os monstros estão obcecados por dinheiro e tentando ganhar mais, eles montam um negócio no porão - mas o que começa como diversão, azeda quando os monstros se transformam em durões empresários, loucos pelo dinheiro, assim esquecem de brincar. |    |                                      |
| 03 | 16 | Férias em casa                       |
| A Família Calson ia viajar pro México, para Nick poder relaxar, mas Normam come as passagens, e eles decidem ter Férias em casa mmesmo. Mas o patrão de Nick, vai lá pra buscar quadros, e precisarão se esconder para que continuem as férias divertidas. |    |                                      |
| 04 | 17 | Garoto dos Sonhos                    |
| Norman está passando pela transformação de cem em cem anos, onde durante uma hora inteira ele se transforma em outra espécie. Desta vez foi ser humano, e ele é confundido com o filho dos novos vizinhos que estão visitando a casa. E para o contentamento e desespero de um possível novo namorado de Ângela.                                                   |    |                                      |
| 05 | 18 | Monstro Líder                        |
| Eddie sai por um fim de semana pro acampamento escolar e os monstros, por influência de Ângela, decidem fazer eleições para decidirem quem é o líder. Já Nick e Kate estão reformando os quartos. |    |                                      |
| 06 | 19 | Biscoitos Monstruosamente Deliciosos |
| Norman acidentalmente deixa um pouco de seus pêlos na massa de biscoitos do concurso que Kate está fazendo. Os biscoitos tornamm-se a notícia do momento, mas por mais que tente ela não acerta a receita, pois falta um ingrediente. Eddie bem que tenta ajudar, mas é chantageado por Ângela pelo video da festa com os monstros, pois ela quer um celular novo. |    |                                      |
| 07 | 20 | Sem Tempo Pra Diversão               |
| Todos estão muito ocupados, para o desapontamento dos monstros que querem brincar, e somem com os relógios. O plano dá errado e Nick compra um relógio cuco, que deixa os monstros apavorados. |    |                                      |
| 08 | 21 | Celebridades                         |
| Após um acidente na cozinha, Kate fica conhecida como "Kate Calamidade", mas essa atenção, fica fora de questão, tanto lá fora, como dentro de casa, pois os monstros viraram repórtres. Já Nick, vira Jamanzzi, umm monstro, para tentar voltar a ser famoso. |    |                                      |
| 09 | 22 | Briga Monstruosa                     |
| Fiend, Haggis e Norman tem sua primeira briga, e se separam, pra cada um ter sua própria vida e personalidade. Mas, separados, eles tornam-se muito diferentes, e não querem assumir que a vida solo, traz problemas. |    |                                      |
| 10 | 23 | Acorrentados                         |
| Nick ensina truques de mágica pra Fiend, que acha que é o melhor mágico de todos os tempos, e está dando um show de mágica, e usa Ângela como assistente do próximo truque: acorrenta-lá à Norman, mas o truque da errado e a chave sumiu, justo quando seu parceiro de estudos Marcos, está vindo visita-lá.                                                      |    |                                      |
| 11 | 24 | Troca-Troca                          |
| Os montros estão fazendo coleções de brindes de Sucrilhos, mas Fiend torna-se um verdadeiro maníaco por isso, querendo a Fuinha Ninja, que Eddie e Haggis possuem. Já Nick e Kate trocam de posto pra provar quem tem o trabalho mais difícil. |    |                                      |
| 12 | 25 | Sozinhos, Mas Juntos                 |
| Os Carlson viajam, deixando os monstros sozinhos em casa, mas enquanto isso ladrões invadem o local, e é hora do contra-ataque. |    |                                      |
| 13 | 26 | Monstro Babá                         |
| Nick e Kate contratam Pauline, a babá da vizinhança para cuidar de Ângela e Eddie, enquanto os dois saem. Mas ela anda agindo muito estranhamente, e será necessário esconder os monstros, que não param quietos de maneira nenhuma. |    |                                      |